# Hartmann Hubert Kreitner
Hartmann Hubert Kreitner FSC (* 23. Oktober 1912 als Lorenz Kreitner in Mannheim; † 12. Februar 1945 in Manila, Philippinen) war ein deutscher Schulbruder und Märtyrer. 

## Leben
Lorenz Kreitner, Sohn einer wohlhabenden Kaufmannsfamilie, verließ im Alter von 21 Jahren das elterliche Geschäft und absolvierte das Noviziat der Schulbrüder in Bad Honnef (unter dem Ordensnamen Hartmann Hubert). Er ging zum Erlernen des Englischen nach Ceylon. Dann unterrichtete er am Kolleg der Schulbrüder in Manila auf den Philippinen, wo er auch die Musikkapelle leitete. Dort fiel er kurz vor Kriegsende mit 40 anderen einem Massaker durch die japanische Besatzungsmacht zum Opfer.

## Gedenken
Die Römisch-katholische Kirche in Deutschland hat Bruder Hartmann Hubert als Märtyrer in das deutsche Martyrologium des 20. Jahrhunderts aufgenommen.